# Cedaredge
Cedaredge – miasto w Stanach Zjednoczonych, w stanie Kolorado, w hrabstwie Delta.